# Santa Maria Odigitria dos Sicilianos (diaconia)
Santa Maria Odigitria dos Sicilianos (em latim, S. Mariae Odigitriae Siculorum) é uma diaconia instituída em 12 de fevereiro de 1973, pelo Papa Paulo VI, por meio da constituição apostólica Romana templa. Seu nome original era Santa Maria d'Itria al Tritone. Sua igreja titular é Santa Maria Odigitria al Tritone.

## Titulares protetores
- Salvatore Pappalardo, título pro illa vice (1973-2006)
- Vacante (2006-2010)
- Paolo Romeo, título pro hac vice (2010-)